# 조한준 (배우)
조한준(1995년 7월 5일 ~ )은 대한민국의 배우이다.

## 출연

### 방송

#### 드라마
- 2018년 OCN 《손 the guest》
- 2019년 넷플릭스 《킹덤》
- 2020년 네이버 TV 《오늘도 평화로운 중고나라》 - 구남진 역
- 2021년 MBC 《밥이 되어라》 - 장오복 역
- 2024년 MBC 《수사반장 1958》 - 황수만 역
- 2025년 SBS 《나의 완벽한 비서》 - 정남 역
- 2025년 펄스픽 《사이코패스 여순정》

### 영화
- 2018년 《조선명탐정: 흡혈괴마의 비밀》 - 좀비 역
- 2018년 《창궐》 - 안무 / 야귀 역
- 2019년 《지금 이순간》
- 2019년 《사바하》
- 2019년 《독고다이》
- 2019년 《시동》 - 콜뛰기1 역
- 2020년 《해치지않아》 - 동물퍼펫아티스트 사자 역
- 2020년 《미스터 주: 사라진 VIP》 - 헤드셋남 / 밍밍모션배우 대역 역
- 2020년 《# 살아있다》 - 일반 감염자 9 역
- 2023년 《나는 여기에 있다》 - 강철웅 역
- 2023년 《화사한 그녀》 - 민준 역
- 2025년 《84제곱미터》 - 이창우 역

## 공연

### 연극
- 2014년 《굿 닥터》
- 2014년 《올모스트메인》
- 2014년 《햄릿》
- 2017년 《내일을 사는 법》 - 한결 역
- 2017년 《아리마대요셉》

## 수상
- 2019년 제2회 Re-birth 영화상 숨은 공로상 (창궐)